# Cobra 11 în alertă
Cobra 11 în alertă (germană Alarm für Cobra 11 – Die Autobahnpolizei) este un serial de acțiune german despre o echipă de doi polițiști de autostradă.
În Germania, serialul este difuzat de televiziunea RTL.
în România este difuzat de Pro Cinema și de Pro Arena.